# Ohana
En la cultura hawaiana ohana (en hawaiano: ʻohana) significa «ohana» (en un sentido extendido del término, que incluye parientes de sangre, adoptados o intencionales). Se enfatiza en que la familia están atados juntos y los miembros deben cooperar y recordarse entre sí. Así pues, la familia hawaiana u ʻohana puede consistir en miembros apreciados que no formen parte de lo que típicamente se conoce como familia. Un grupo entero de amigos íntimos también puede ser su propia ohana si viven juntos.
El término es similar en significado y uso al término maorí whānau  de Nueva Zelanda, y su cognado en maorí es kōhanga', que significa «nido». 

## Alojamiento
En la práctica económica y regulatoria hawaiana contemporánea, una unidad 'ohana es un tipo de habitación secundaria. Es una parte de una casa o una estructura separada en el mismo lote que puede contener un pariente pero que no puede ser alquilado al público en general.

## En la cultura popular
'Ohana es un tema clave en la película de Disney Lilo & Stitch (2002) y en toda su franquicia.